# Ratiramana
Das Ratiramana (Freuden der ehelichen Liebe) wurde von Siddha Nagarjuna im Jahr 17 n. Chr. verfasst. Das Werk behandelt die Aspekte der ehelichen Liebe in 11 Kapiteln. Wörtlich bedeutet Rati (Liebe durch) Kopulieren und Ramana bedeutet Ehemann. 

## Das Werk
Das Ratiramana folgt dem Stil des Ratishastra. Das Werk stellt Informationen für das Zusammenleben von Ehegatten und für ein erfülltes Familienleben nach den Aspekten indischer Traditionen zusammen. Diese Informationen kommen aus den vier traditionellen indischen Lehren Kamashastra, Samudrikashastra, Dharmashastra und Vaidyakashastra. Für junge Leute ist es schwierig die Informationen zur Partnerwahl, Familienleben etc. in diesen verschiedenen Lehren zu finden.
Die klassischen Kamashastra-Werke wie z. B. das Kama Sutra und Ananga Ranga konzentrieren sich auf die Anleitungen und Techniken zum Erlangen sexueller Erfüllung. Das Ratiramana beschreibt darüber hinaus z. B. über die Verführung von Frauen, die verschiedenen Typen von Männern und Frauen, Techniken zur Befriedigung der verschiedenen Arten von Frauen, welche Männer und Frauen zusammen passen, wie man diese Männer und Frauen an ihrer Physiognomie erkennt, welche Arten von Kindern von welchen Paaren gezeugt werden, die Fruchtbarkeit der Frau und über die Gesundheit und Verfassung schwangerer Frauen. 
Im Ratiramana wie auch im Ratishastra ist eine Frau nicht nur Quelle sinnlicher Genüsse für den Mann, sondern Mutter von Kindern und Versorgerin des Ehemanns und der Familie. Die einleitenden Verse im Ratiramana berufen sich auf den Gott Shiva. Danach übermittelt der Seher Garga die Essenz von Shivas Lehre und verfasst die grundlegende Unterweisung in der ehelichen Liebe. Die Lehren von Shiva und Garga werden dann in eine Anleitung der vollkommenen Freuden der ehlichen Liebe zusammengeführt.

## Ausgaben
- Kenneth G. Zysk: Conjugal Love in India: Ratisastra and Ratiramana. Text, Translation, and Notes. Brill Academic Publishers, Leiden [u. a.] 2004, ISBN 90-04-12598-1 (Englisch und Sanskrit).